# ZALA 421-20
Le ZALA 421-20 est un drone à longue portée (jusqu'à 120 km), capable de combiner divers systèmes à bord comme la navigation aérienne, le décodage automatique des données, la désignation de cible laser. Des tests à long terme ont confirmé la capacité de l'appareil à fonctionner dans différentes conditions météorologiques et avec différentes forces de vent. Le drone est produit par la société ZALA AERO GROUP. Il est destiné à l'observation en période prolongée d'objets à longue distance. Ses missions vont de la protection des frontières, surveillance des oléoducs et gazoducs, reconnaissance et surveillance des situations d'urgence, telles que les incendies et les inondations. Il peut être utilisé pour transporter des marchandises dans des zones difficiles d'accès. Il a été révélé au public en 2010.

## Développement
Le drone est construit selon une conception aérodynamique standard avec une queue bipoutre. La conception est présentée dans un projet modifié : un profil spécial a été développé pour accueillir des réservoirs de carburant intégrés à l'intérieur des ailes de l'appareil, ce qui a permis d'augmenter l'endurance du drone jusqu'à 6-8 heures. Le lancement et l'atterrissage de l'appareil se font de manière classique avec les roues du drone.

## Caractéristiques techniques
- Portée 50 km / 120 km
- Durée du vol 6-8 heures
- Plafond 5 000 m
- Type de moteur ICE Limbach L550E [5]
- Vitesse 90-220 km/h
- Masse maximale au décollage 200 kg
- Masse de charge cible 50 kg
- Navigation INS avec correction GPS/GLONASS, télémètre radio
- Plage de température de fonctionnement -30 °C…+40 °C

## Liens
- (ru) Nouvelles du complexe militaro-industriel. Les tests grandeur nature du drone ZALA-421-20 débuteront en 2011
- (en) SpaceDaily ZALA AERO Unveils ZALA 421-20
- (ru) Dmitri Kozlov. Zala Aero a augmenté ses ventes de systèmes sans pilote de 50 % en 2012